# Lierse lijkwade
De Lierse lijkwade is een geschilderde kopie uit 1516 van de lijkwade van Turijn. Het doek werd oorspronkelijk bewaard in de abdij van Nazareth in Lier en is een voorbeeld van de laat-middeleeuwse lijdensdevotie. Sinds het einde van de 18e eeuw wordt de Lierse lijkwade bewaard in de Sint-Gummaruskerk in Lier.
De Lierse lijkwade is gemaakt van linnen en is 148 cm hoog en 33,5 cm breed. Hierdoor is deze kopie ongeveer drie keer kleiner dan de lijkwade van Turijn. Deze lijkwade is een van de 69 bekende kopieën van de lijkwade van Turijn maar wel de oudste. Omdat de Lierse lijkwade gedateerd is in 1516 stelt ze de lijkwade van Turijn voor zoals ze eruitzag voor de brand van 1532 die de lijkwade zwaar beschadigde. 
Als mogelijke schilders van de Lierse lijkwade worden Albrecht Dürer en Bernard van Orley genoemd. De eerste verbleef rond 1516 in de Nederlanden. Van de tweede is geweten dat hij in 1521 een kopie van de lijkwade schilderde voor Margaretha van Oostenrijk.
In 2021 werd deze kopie van de lijkwade van Turijn op de topstukkenlijst van de Vlaamse overheid geplaatst en beschermd als roerend cultureel erfgoed.